# Singapurische Badmintonmeisterschaft 1947/48
Die Singapurische Badmintonmeisterschaft 1947/48 fand an mehreren Terminen im Oktober, November und Dezember des Jahres 1947 statt.

## Sieger und Finalisten
| Disziplin    | Gold                              | Silber                               |
| ------------ | --------------------------------- | ------------------------------------ |
| Herreneinzel | Wong Peng Soon                    | Ismail Marjan                        |
| Dameneinzel  | Chung Kon Yoong                   | Helen Heng                           |
| Herrendoppel | Wong Peng Soon Wong Chong Teck    | Yap Chin Tee George Chen             |
| Damendoppel  | Ng Sai Noi Wang Siew Eng          | Chung Kon Yoong Mrs. Teo Tiang Seng  |
| Mixed        | Quek Keng Chuan Alice Pennefather | Cheong Heck Leng Mrs. Teo Tiang Seng |

## Finalresultate
| Disziplin    | Sieger                            | Finalist                        | Ergebnis          |
| ------------ | --------------------------------- | ------------------------------- | ----------------- |
| Herreneinzel | Wong Peng Soon                    | Ismail Marjan                   | 15–9, 15–6        |
| Dameneinzel  | Chung Kon Yoong                   | Helen Heng                      | 11–7, 11–8        |
| Herrendoppel | Wong Chong Teck Wong Peng Soon    | George Chen Yap Chin Tee        | 17–14, 15–6       |
| Damendoppel  | Ng Sai Noi Wang Siew Eng          | Chung Kon Yoong Teo Tiang Seng  | 5–15, 15–9, 15–11 |
| Mixed        | Quek Keng Chuan Alice Pennefather | Cheong Hock Leng Teo Tiang Seng | 15–3, 15–4        |